# مارلبورو (اوهایو)
مارلبورو (به انگلیسی: Marlboro) یک منطقهٔ مسکونی در ایالات متحده آمریکا است که در شهرستان استارک، اوهایو واقع شده‌است. مارلبورو ۳۵۶٫۰۱ متر بالاتر از سطح دریا قرار دارد.